# Maximilian Wambeck
Maximilian „Max” Michael Wambeck (ur. 4 października 1895 w Kłecku, zm. 8 września 1983 w Kolonii) – niemiecki przedsiębiorca i działacz społeczny, przedstawiciel mniejszości niemieckiej w Senacie II RP, żołnierz Wehrmachtu, członek NSDAP i SS.

## Życiorys
Ukończył szkołę powszechną w Janowcu Wielkopolskim. Później uczył się w 3-letniej szkole handlowej w Gnieźnie.
W czasie I wojny światowej walczył jako ochotnik w szeregach niemieckiego 49 pułku piechoty na froncie zachodnim. W grudniu 1918 roku zgłosił się do Grenzschutzu. W 1919 roku walczył na froncie północnym, m.in. pod Szubinem. Został wzięty do niewoli przez Polaków i przesiedział kilka miesięcy w obozie jenieckim w Gnieźnie. W lutym 1920 roku przyjął polskie obywatelstwo i zamieszkał w Janowcu.

### Dwudziestolecie międzywojenne
W 1924 roku przeniósł się do Rogoźna, gdzie założył przedsiębiorstwo handlu zbożem. W latach 1925–1929 reprezentował mniejszość niemiecką w radzie miejskiej, był też prezesem niemieckiego banku w Rogoźnie – „Spar- und Daelehnkasse”. W 1928 roku kupił majątek ziemski w Wyszynach. Specjalizował się hodowli bydła, a szczególnie zarodowych buhajów. Zdobywał nagrody na wojewódzkich i krajowych wystawach rolniczych. Przez dwie kadencje sprawował funkcję prezesa Związku Rolników Niemieckich w Polsce.
W latach 1930–1934 przeważnie przebywał w Niemczech. Pracował w Moabit-Beusselberg Pfarussäle w Berlinie. Tam związał się z ruchem narodowosocjalistycznym. 1 lutego 1932 roku wstąpił do NSDAP, otrzymał numer członkowski 994 508 i został przydzielony do działu zagranicznego partii. Z powodu polskiego obywatelstwa został 1 stycznia 1934 roku wykreślony z kartoteki NSDAP. Wrócił do Polski i 28 maja 1934 roku został członkiem „Jungdeutsche Partei” (JdP) – przybudówki NSDAP w Polsce. W 1937 roku reprezentował JdP na zjeździe NSDAP w Norymberdze. Tam też kolejny raz spotkał się z Hitlerem.
W 1938 roku Wambeck został senatorem V kadencji (1938–1939), z ramienia Zrzeszenia Chłopów Niemieckich w Polsce i nominacji prezydenta RP Ignacego Mościckiego, reprezentując mniejszość niemiecką, która miała dwa mandaty senatorskie.
22 listopada 1938 roku Max Wambeck zastąpił dotychczasowego lidera JdP Rudolfa Wiesnera – jednego z najgłośniejszych polityków niemieckich w Polsce lat 30. Mimo nacisków ze strony JdP odmówił odrzucenia mandatu senatorskiego i 26 listopada 1938 roku został wykluczony z partii.
Po nominacji na senatora wyprawił w Wyszynach przyjęcie, na którym zapewniał zaproszonych Polaków (w tym starostę chodzieskiego), że płynie w nim polska krew.
W lipcu 1939 roku nawiązał współpracę z niemieckim kontrwywiadem. Na początku sierpnia 1939 roku został ujęty przez polską policję pod Rogoźnem w czasie przewożenia nielegalnie przerzucanej z Niemiec do Polski broni. Immunitet senatorski uratował go przed aresztowaniem. Pod koniec sierpnia 1939 roku nieznani sprawcy podpalili zabudowania jego majątku.
Został ponownie zatrzymany 25 sierpnia 1939 roku. W jego obronie u premiera Felicjana Składkowskiego interweniowali ambasadorowie Francji i Wielkiej Brytanii. Premier w rozmowie telefonicznej ze starostą chodzieskim Kazimierzem Siekierzyńskim, polecił go wypuścić.

### II wojna światowa
Kolejny tydzień Wambeck mieszkał w leśniczówce Szklarnia, skąd 2 września leśniczy Reinchold Jachmann z dywersantami ostrzelał kolumnę polskich uchodźców. Powiadomiony o tym oddział Wojska Polskiego z Połajewa otoczył leśniczówkę. Wambeckowi ponownie udało się zbiec. Od 3 września 1939 roku jako podoficer służył w Wehrmachcie. Uczestniczył w bitwie nad Bzurą i w okolicach Warszawy. Za zasługi wojenne 20 kwietnia 1941 roku otrzymał od Hitlera Wojenny Krzyż Zasługi z Mieczami drugiej klasy.
Po zajęciu powiatu chodzieskiego przez Niemców, Wambeck został komisarzem (Amtskommissar) Gminy Wyszyny. Uczestniczył w aresztowaniu proboszcza wyszyńskiego księdza Ludwika Leśniewicza oraz sześciu innych Polaków – wszyscy zginęli w obozach koncentracyjnych. Organizował przeszukania w polskich domach i kierował na wysiedlenie polskie rodziny do Generalnego Gubernatorstwa. Od 30 stycznia 1941 roku był członkiem SS, numer 382–538. Jako SS-Obersturmführer służył w referacie działań społecznych 111 Standarten SS w Chodzieży (Gnesen).
W sierpniu 1944 roku uczestniczył w przesłuchaniach i biciu aresztowanych w Chodzieży członków Armii Krajowej. Na początku stycznia 1945 roku kierował akcją przeciwko otoczonym w gospodarstwie Justyny Baum w Wyszynach dwóm zwiadowcom Armii Czerwonej. Obaj Rosjanie zginęli. W nocy 20 stycznia 1945 roku wyjechał z Wyszyn.

### Po II wojnie światowej
Osiedlił się w Dolnej Saksonii, gdzie został pełnomocnikiem ds. osiedleń, później zajął się handlem, działał też w organizacjach ziomkowskich Hildesheim der Landsmannschaft Weichsel-Warthe oraz Heimatkreisgemeinschaft Kolmar. Z rąk prezydenta Republiki Federalnej Niemiec Waltera Scheela 2 maja 1977 roku odebrał Order Zasługi Republiki Federalnej Niemiec.

## Życie prywatne
Był synem Fryderyka i Berty z domu Wendland. Jego ojciec, pochodzący z Fürstenwald, był przedsiębiorcą budowlanym, prowadził też gospodarstwo rolne.
Ożenił się 15 września 1921 roku w Kiszkowie z Gertrudą Paulą Krause (1901–1969), mieszkanką Karczewka koło Kiszkowa. Mieli 3 córki. Jego teściami byli Gustaw Krause i Olga z domu Siwert.